# Општина Зумпанго (Мексико)
Зумпанго (шп. Zumpango) општина је у Мексику у савезној држави Мексико. Општина се налази на надморској висини од 2259 м.

## Становништво
Према подацима из 2010. у општини је живело 159647 становника.

### Хронологија
| Година       | 2000                  | 2005                   | 2010                   |
| ------------ | --------------------- | ---------------------- | ---------------------- |
| Становништво | 99774 (49160 / 50614) | 127988 (63154 / 64834) | 159647 (78608 / 81039) |

### Попис
| \| \| м \| \| \| ж \| \| 0—2 \| 4.962 \| \| \| 4.937 \| \| 3—5 \| 5.483 \| \| \| 5.402 \| \| 6—11 \| 10.647 \| \| \| 10.137 \| \| 12—14 \| 4.520 \| \| \| 4.485 \| \| 15—17 \| 4.392 \| \| \| 4.349 \| \| 18—24 \| 9.325 \| \| \| 9.779 \| \| 60+ \| 4.488 \| \| \| 5.041 \| \| Просек : \| 27,6 \| \| \| 28,4 \| |        |  |  |        |
| |        |  |  |        |
| | м      |  |  | ж      |
| 0—2 | 4.962  |  |  | 4.937  |
| 3—5 | 5.483  |  |  | 5.402  |
| 6—11 | 10.647 |  |  | 10.137 |
| 12—14 | 4.520  |  |  | 4.485  |
| 15—17 | 4.392  |  |  | 4.349  |
| 18—24 | 9.325  |  |  | 9.779  |
| 60+ | 4.488  |  |  | 5.041  |
| Просек : | 27,6   |  |  | 28,4   |

| #   | Индикатор                                                                                        | Вредност |
| --- | ------------------------------------------------------------------------------------------------ | -------- |
| 1   | Становништво од 0 до 2 године                                                                    | 9899     |
| 2   | Мушко становништво од 0 до 2 године                                                              | 4962     |
| 3   | Женско становништво од 0 до 2 године                                                             | 4937     |
| 4   | Становништво са 3 и више година                                                                  | 148295   |
| 5   | Мушко становништво са 3 и више година                                                            | 72917    |
| 6   | Женско становништво са 3 и више година                                                           | 75378    |
| 7   | Становништво са 5 и више година                                                                  | 141028   |
| 8   | Мушко становништво са 5 и више година                                                            | 69237    |
| 9   | Женско становништво са 5 и више година                                                           | 71791    |
| 10  | Становништво са 12 и више година                                                                 | 116626   |
| 11  | Мушко становништво са 12 и више година                                                           | 56787    |
| 12  | Женско становништво са 12 и више година                                                          | 59839    |
| 13  | Становништво са 15 и више година                                                                 | 107621   |
| 14  | Мушко становништво са 15 и више година                                                           | 52267    |
| 15  | Женско становништво са 15 и више година                                                          | 55354    |
| 16  | Становништво са 18 и више година                                                                 | 98880    |
| 17  | Мушко становништво са 18 и више година                                                           | 47875    |
| 18  | Женско становништво са 18 и више година                                                          | 51005    |
| 19  | Становништво од 3 до 5 година                                                                    | 10885    |
| 20  | Мушко становништво од 3 до 5 година                                                              | 5483     |
| 21  | Женско становништво од 3 до 5 година                                                             | 5402     |
| 22  | Становништво од 6 до 11 година                                                                   | 20784    |
| 23  | Мушко становништво од 6 до 11 година                                                             | 10647    |
| 24  | Женско становништво од 6 до 11 година                                                            | 10137    |
| 25  | Становништво од 8 до 14 година                                                                   | 22705    |
| 26  | Мушко становништво од 8 до 14 година                                                             | 11547    |
| 27  | Женско становништво од 8 до 14 година                                                            | 11158    |
| 28  | Становништво од 12 до 14 година                                                                  | 9005     |
| 29  | Мушко становништво од 12 до 14 година                                                            | 4520     |
| 30  | Женско становништво од 12 до 14 година                                                           | 4485     |
| 31  | Становништво од 15 до 17 година                                                                  | 8741     |
| 32  | Мушко становништво од 15 до 17 година                                                            | 4392     |
| 33  | Женско становништво од 15 до 17 година                                                           | 4349     |
| 34  | Становништво од 18 до 24 године                                                                  | 19104    |
| 35  | Мушко становништво од 18 до 24 године                                                            | 9325     |
| 36  | Женско становништво од 18 до 24 године                                                           | 9779     |
| 37  | Женско становништво од 15 до 49 година                                                           | 44893    |
| 38  | Становништво са 60 и више година                                                                 | 9529     |
| 39  | Мушко становништво са 60 и више година                                                           | 4488     |
| 40  | Женско становништво са 60 и више година                                                          | 5041     |
| 41  | Однос између мушкараца и жена                                                                    | 97       |
| 42  | Становништво од нуле до 14 година                                                                | 50573    |
| 43  | Становништво од 15 до 64 године                                                                  | 101206   |
| 44  | Становништво од 65 година и више                                                                 | 6415     |
| 45  | Просечан број деце                                                                               | 2.23     |
| 46  | Становништво рођено у ентитету                                                                   | 110060   |
| 47  | Мушко становништво рођено у ентитету                                                             | 54612    |
| 48  | Женско становништво рођено у ентитету                                                            | 55448    |
| 49  | Становништво рођено у другом ентитету                                                            | 47678    |
| 50  | Мушко становништво рођено у другом ентитету                                                      | 23039    |
| 51  | Женско становништво рођено у другом ентитету                                                     | 24639    |
| 52  | Становништво од 5 година и више резидентно у ентитету у јуну 2005. године                        | 126473   |
| 53  | Мушко становништво старосног доба од 5 година и више, резидентно у ентитету у јуну 2005. године  | 62056    |
| 54  | Женско становништво старосног доба од 5 и више година, резидентно у ентитету у јуну 2005. године | 64417    |
| 55  | Становништво од 5 година и више које је живело у другом ентитету у јуну 2005. године             | 13478    |
| 56  | Мушко становништво старије од 5 година које је живело у другом ентитету у јуну 2005. године      | 6564     |
| 57  | Женско становништво старије од 5 година које је живело у другом ентитету у јуну 2005. године     | 6914     |
| 58  | Становништво од 3 године и више које говори аутохтони језик                                      | 1517     |
| 59  | Мушко становништво старо 3 године и више које говори аутохтони језик                             | 789      |
| 60  | Женско становништво старо 3 године и више које говори аутохтони језик                            | 728      |
| 61  | Становништво од 3 године и више које говори аутохтони језик и не говори шпански језик            | 13       |
| 62  | Мушко становништво старо 3 године и више које говори аутохтони језик и не говори шпански         | 4        |
| 63  | Женско становништво старо 3 године и више које говори аутохтони језик и не говори шпански језик  | 9        |
| 64  | Становништво старо 3 године и више које говори аутохтони језик и шпански                         | 1256     |
| 65  | Мушко становништво старо 3 године и више које говори аутохтони језик и шпански                   | 651      |
| 66  | Женско становништво старо 3 године и више које говори аутохтони језик и шпански                  | 605      |
| 67  | Становништво од 5 година и више које говори аутохтони језик                                      | 1498     |
| 68  | Становништво од 5 година и више које говори аутохтони језик и не говори шпански језик            | 12       |
| 69  | Становништво од 5 година и више које говори аутохтони језик и говори шпански језик               | 1244     |
| 70  | Становништво у домородачким домаћинствима                                                        | 3783     |
| 71  | Становништво са ограничењима у активностима                                                      | 6301     |
| 72  | Становништво са ограниченим ходањем или кретањем, горе или доле                                  | 3197     |
| 73  | Становници са ограничењима вида, чак и уз кориштење сочива                                       | 1956     |
| 74  | Становништво са ограничењима говора, комуникације или конверзације                               | 546      |
| 75  | Становништво са ограниченим слухом                                                               | 732      |
| 76  | Становништво са ограничењима при одевању, купању или јелу                                        | 266      |
| 77  | Становништво са ограничењима у опажању или учењу једноставних ствари                             | 290      |
| 78  | Становништво са менталним ограничењима                                                           | 511      |
| 79  | Становништво без ограничења активности                                                           | 150797   |
| 80  | Становништво од 3 до 5 година које не похађа школу                                               | 5217     |
| 81  | Мушко становништво од 3 до 5 година које не похађа школу                                         | 2679     |
| 82  | Женско становништво од 3 до 5 година које не похађа школу                                        | 2538     |
| 83  | Становништво од 6 до 11 година које не похађа школу                                              | 493      |
| 84  | Мушко становништво од 6 до 11 година које не похађа школу                                        | 237      |
| 85  | Женско становништво од 6 до 11 година које не похађа школу                                       | 256      |
| 86  | Становништво од 12 до 14 година које не похађа школу                                             | 578      |
| 87  | Мушко становништво од 12 до 14 година које не похађа школу                                       | 328      |
| 88  | Женско становништво од 12 до 14 година које не похађа школу                                      | 250      |
| 89  | Становништво од 15 до 17 година похађа школу                                                     | 5935     |
| 90  | Мушко становништво од 15 до 17 година похађа школу                                               | 2934     |
| 91  | Женско становништво између 15 и 17 година живота у школи                                         | 3001     |
| 92  | Становништво од 18 до 24 године похађа школу                                                     | 4498     |
| 93  | Мушко становништво од 18 до 24 године похађа школу                                               | 2183     |
| 94  | Женско становништво од 18 до 24 године похађа школу                                              | 2315     |
| 95  | Становништво од 8 до 14 година које не може да чита и пише                                       | 371      |
| 96  | Мушко становништво старосног доба од 8 до 14 година које не може да чита и пише                  | 211      |
| 97  | Женско становништво старосног доби од 8 до 14 година које не може да чита и пише                 | 160      |
| 98  | Становништво од 15 година и више које је неписмено                                               | 4381     |
| 99  | Мушко становништво од 15 година и више које је неписмено                                         | 1456     |
| 100 | Женско становништво од 15 година и више које је неписмено                                        | 2925     |
| 101 | Становништво старо 15 и више година без школовања                                                | 5043     |
| 102 | Мушко становништво старо 15 и више година без школовања                                          | 1951     |
| 103 | Женско становништво старо 15 и више година без школовања                                         | 3092     |
| 104 | Становништво старосног доба 15 и више година са непотпуним основним образовањем                  | 10328    |
| 105 | Мушко становништво старосног доба од 15 година и више са непотпуном основним образовањем         | 4609     |
| 106 | Женско становништво старосног доба 15 и више година са непотпуном основним образовањем           | 5719     |
| 107 | Становништво старо 15 и више година са комплетним основним образовањем                           | 17043    |
| 108 | Мушко становништво старо 15 година и више са комплетним основним образовањем                     | 7760     |
| 109 | Женско становништво старо 15 и више година са комплетним основним образовањем                    | 9283     |
| 110 | Становништво старосног доба 15 и више година са непотпуним средњим образовањем                   | 5694     |
| 111 | Мушко становништво старосног доба од 15 година и више са непотпуним средњим образовањем          | 3289     |
| 112 | Женско становништво старосног доба од 15 година и више са непотпуним средњим образовањем         | 2405     |
| 113 | Становништво старо 15 и више година са пуним секундарном образовањем                             | 31314    |
| 114 | Мушко становништво старосног доба од 15 година и више са пуним секундарном образовањем           | 16070    |
| 115 | Женско становништво старосног доба од 15 година и више са пуним секундарном образовањем          | 15244    |
| 116 | Становништво старије од 18 година са постосновним образовањем                                    | 34130    |
| 117 | Мушко становништво старије од 18 година са постосновним образовањем                              | 16847    |
| 118 | Женско становништво старије од 18 година са постосновним образовањем                             | 17283    |
| 119 | Просечна оцена школовања                                                                         | 8.81     |
| 120 | Просечан ниво образовања мушке популације                                                        | 8.97     |
| 121 | Просечан ниво образовања женског становништва                                                    | 8.66     |
| 122 | Економски активно становништво                                                                   | 61044    |
| 123 | Економски активна мушка популација                                                               | 42733    |
| 124 | Економски активна женска популација                                                              | 18311    |
| 125 | Становништво које није економски активно                                                         | 54769    |
| 126 | Мушко становништво које није економски активно                                                   | 13455    |
| 127 | Женско становништво које није економски активно                                                  | 41314    |
| 128 | Запослено становништво                                                                           | 57488    |
| 129 | Запослено мушко становништво                                                                     | 39862    |
| 130 | Запослено женско становништво                                                                    | 17626    |
| 131 | Незапослена популација                                                                           | 3556     |
| 132 | Незапослена мушка популација                                                                     | 2871     |
| 133 | Незапослена женска популација                                                                    | 685      |
| 134 | Становништво без права на здравствене услуге                                                     | 75629    |
| 135 | Становништво које има право на здравствене услуге                                                | 82001    |
| 136 | Становништво које има право на ИМСС                                                              | 45205    |
| 137 | Становништво које има право на социјално осигурање                                               | 5561     |
| 138 | Становништво које има право на државно социјално осигурање                                       | 3309     |
| 139 | Становништво које има право на опште осигурање или здравствено осигурање за нову генерацију      | 17602    |
| 140 | Становништво које је било једном или није било у браку током 12 година и више                    | 36452    |
| 141 | Венчано или уједињено становништво од 12 година и више                                           | 70510    |
| 142 | Становништво које је било у браку или уједињено 12 година и више                                 | 9064     |
| 143 | Становништво са католичком религијом                                                             | 137924   |
| 144 | Протестанти, еванђелисти и библијски следбеници различити од еванђелиста                         | 8871     |
| 145 | Становништво са другим религијама различитим од претходних                                       | 136      |
| 146 | Становништво без религије                                                                        | 4349     |
| 147 | Укупно пописаних домаћинства                                                                     | 37175    |
| 148 | Пописна домаћинства на челу са мушкарцима                                                        | 30151    |
| 149 | Пописна домаћинства на челу са женама                                                            | 7024     |
| 150 | Становништво у пописним домаћинствима                                                            | 157858   |
| 151 | Становништво у пописним домаћинствима на челу са мушкарцима                                      | 131786   |
| 152 | Становништво у пописним домаћинствима на челу са женама                                          | 26072    |
| 153 | Укупно домаћинстава                                                                              | 73920    |
| 154 | Укупно насељених домаћинстава                                                                    | 37647    |
| 155 | Укупно приватних кућа                                                                            | 73448    |
| 156 | Насељени приватни домови                                                                         | 37175    |
| 157 | Укупно насељених приватних кућа                                                                  | 37645    |
| 158 | Ненасељене приватне куће                                                                         | 29345    |
| 159 | Појединачна домаћинства за привремену употребу                                                   | 6928     |
| 160 | Становници у насељеним приватним кућама                                                          | 157858   |
| 161 | Насељеност станара у приватним становима                                                         | 4.25     |
| 162 | Просечно становника по соби у приватним насељеним домаћинствима                                  | 1.15     |
| 163 | Појединачна домаћинства са подовима од различитих материјала од земље                            | 35900    |
| 164 | Појединачна домаћинства у приземљу                                                               | 1120     |
| 165 | Појединачна домаћинства са једном спаваћом собом                                                 | 14974    |
| 166 | Појединачна домаћинства са две спаваће собе и више                                               | 22077    |
| 167 | Појединачна домаћинства са једним собом                                                          | 1720     |
| 168 | Појединачна домаћинства са две собе                                                              | 6916     |
| 169 | Појединачна домаћинства са 3 собе и више                                                         | 28359    |
| 170 | Појединачна домаћинства која имају електрично светло                                             | 36780    |
| 171 | Појединачна домаћинства која немају електрично светло                                            | 287      |
| 172 | Појединачна домаћинства која имају водоводну воду у стамбеном простору                           | 33618    |
| 173 | Појединачна домаћинства која немају водоводну воду у стамбеном простору                          | 3405     |
| 174 | Појединачна домаћинства која имају тоалет                                                        | 36333    |
| 175 | Појединачна домаћинства која имају канализацију                                                  | 36311    |
| 176 | Појединачна домаћинства која немају канализацију                                                 | 701      |
| 177 | Појединачна домаћинства која имају електрично светло, довод воде из јавне мреже и канализацију   | 33003    |
| 178 | Појединачна домаћинства без икаквих услова                                                       | 292      |
| 179 | Појединачна домаћинства која имају радио                                                         | 31108    |
| 180 | Појединачна домаћинства која имају телевизор                                                     | 35980    |
| 181 | Појединачна домаћинства која имају фрижидер                                                      | 30387    |
| 182 | Појединачна домаћинства која имају машину за веш                                                 | 24514    |
| 183 | Појединачна домаћинства која имају аутомобил или комби                                           | 13846    |
| 184 | Појединачна домаћинства која имају рачунар                                                       | 9155     |
| 185 | Појединачна домаћинства која имају фиксну телефонску линију                                      | 10555    |
| 186 | Појединачна домаћинства која имају мобилни телефон                                               | 26811    |
| 187 | Појединачна домаћинства која имају приступ интернету                                             | 4938     |